# Georg Rückeis
Georg Rückeis (* 16. Januar 1888 in Mainz; † 4. Mai 1975 in Berlin) war ein deutscher Politiker (SPD).
Georg Rückeis machte sein Abitur in Mainz und studierte anschließend Englisch und Französisch. Er legte das Examen als Mittelschullehrer ab. 1919 trat er der SPD bei.
Nach dem Zweiten Weltkrieg wurde Rückeis Schulrat und ab 1948 Hauptschulrat im Berliner Bezirk Spandau. Bei der Berliner Wahl 1948 wurde er in die Stadtverordnetenversammlung von Groß-Berlin gewählt, Ende 1950 schied er aus dem Parlament aus.